# Järbo socken, Gästrikland
Järbo socken i Gästrikland ingår sedan 1971 i Sandvikens kommun och motsvarar från 2016 Järbo distrikt.
Socknens areal är 144,42 kvadratkilometer, varav 141,12 land. År 2000 fanns här 2 726 invånare. Tätorten och kyrkbyn Järbo med sockenkyrkan Järbo kyrka ligger i socknen.  

## Administrativ historik
Järbo socken bildades 1862 genom en utbrytning ur Ovansjö socken.
Vid kommunreformen 1862 övergick socknens ansvar för de kyrkliga frågorna till Järbo församling och för de borgerliga frågorna bildades Järbo landskommun. Landskommunen uppgick 1971 i Sandvikens kommun.
1 januari 2016 inrättades distriktet Järbo, med samma omfattning som församlingen hade 1999/2000.
Socknen har tillhört fögderier, tingslag och domsagor enligt vad som beskrivs i artikeln Gästrikland. De indelta soldaterna tillhörde Hälsinge regemente, Ovansjö kompani.

## Geografi
Järbo socken ligger kring Jädraån. Socknen har dalbygd kring ån som omges av höglänt kuperad skogsbygd med höjder som i Kungsberget når 306 meter över havet.

## Historik
Från stenåldern finns några boplatser. Den äldsta bosättningen i mellersta Sverige kan ha hittats på Trollberget i Järbo. Utifrån boplatsens höjd över strandlinjen, och fyndlikhet med andra delar av Norden, har bosättningen tolkats som 9 500 år gammal.
Det första järnbruk som erhöll privilegier i Gästrikland var Järbo, 1637.

## Namnet
Namnet (1495 Jädherbo, 1542 Jederboda) kommer från ursprungliga kyrkbyn, nuvarande Överbyn och Ytterbyn. Förleden syftar på byns läge vid Jädraån. Efterleden är troligen bo, 'bygd'.
Före 1907 skrevs namnet även Jäderbo socken.

## Befolkningsutveckling
| Befolkningsutvecklingen i Järbo socken, Gästrikland 1860–1990                                                                                             | Befolkningsutvecklingen i Järbo socken, Gästrikland 1860–1990 | Befolkningsutvecklingen i Järbo socken, Gästrikland 1860–1990 | Befolkningsutvecklingen i Järbo socken, Gästrikland 1860–1990 | Befolkningsutvecklingen i Järbo socken, Gästrikland 1860–1990 |
| --- | ------------------------------------------------------------- | ------------------------------------------------------------- | ------------------------------------------------------------- | ------------------------------------------------------------- |
| |                                                               |                                                               |                                                               |                                                               |
| År |                                                               |                                                               | Folkmängd                                                     |                                                               |
| 1860 | 1860                                                          |                                                               | 1 733                                                         |                                                               |
| 1870 | 1870                                                          |                                                               | 1 788                                                         |                                                               |
| 1880 | 1880                                                          |                                                               | 2 211                                                         |                                                               |
| 1890 | 1890                                                          |                                                               | 2 087                                                         |                                                               |
| 1900 | 1900                                                          |                                                               | 2 156                                                         |                                                               |
| 1910 | 1910                                                          |                                                               | 2 195                                                         |                                                               |
| 1920 | 1920                                                          |                                                               | 2 344                                                         |                                                               |
| 1930 | 1930                                                          |                                                               | 2 386                                                         |                                                               |
| 1940 | 1940                                                          |                                                               | 2 702                                                         |                                                               |
| 1950 | 1950                                                          |                                                               | 2 939                                                         |                                                               |
| 1960 | 1960                                                          |                                                               | 2 783                                                         |                                                               |
| 1970 | 1970                                                          |                                                               | 2 709                                                         |                                                               |
| 1980 | 1980                                                          |                                                               | 2 763                                                         |                                                               |
| 1990 | 1990                                                          |                                                               | 2 768                                                         |                                                               |
| Anm: Siffran för 1860 är från när Järbo fortfarande var en del av Ovansjö församling och socken. Källor: Demografiska databasen, CEDAR, Umeå universitet. |                                                               |                                                               |                                                               |                                                               |